# Externsteine

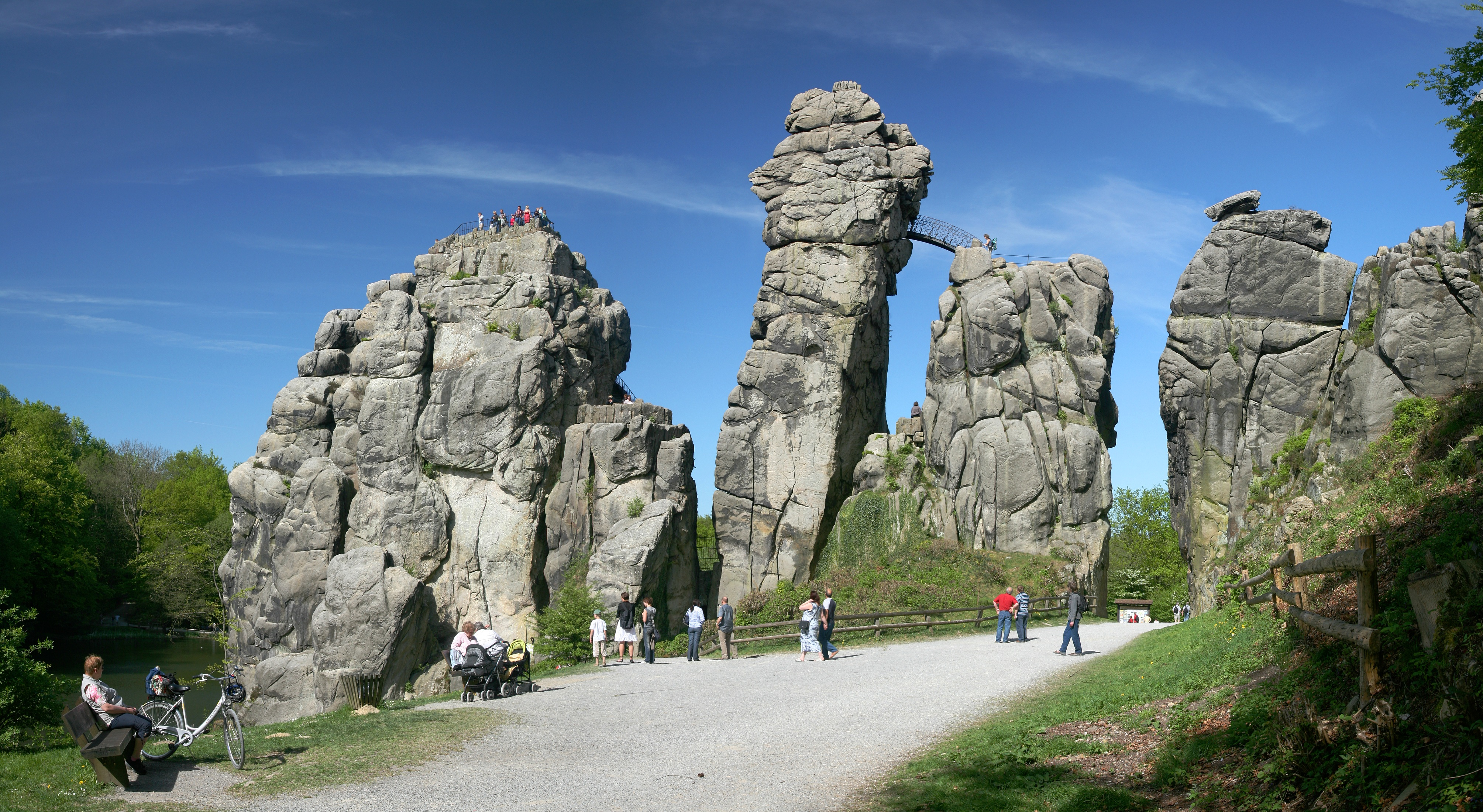
Externsteine, Alemanha

Externsteine é uma formação de pedra localizada na Floresta de Teutoburgo região no Noroeste da Alemanha, não longe da cidade de Detmold no Horn-Bad Meinberg. A formação consiste em várias colunas altas e estreitas de pedra, que sobem abruptamente das colinas arborizadas circundantes. O nome significa provavelemente "pedras do Egge".
Geologicamente, a formação consiste num arenito duro, resistente à erosão, colocado durante a era Cretácica inicial, há aproximadamente 120 milhões de anos.
É geralmente assumido que Externsteine era um centro de actividade religiosa para os povos teutônicos e os antecessores destes antes da chegada do Cristianismo à Europa do Norte. Esta noção é já antiga, já descrita por Hermann Hamelmann (1564).
No entanto escavações arqueológicas não encontraram qualquer vestígio arqueológico anterior ao século  XI, excepto alguns instrumentos em pedra do Paleolítico e Mesolítico de aproximadamente 10000 A.C.

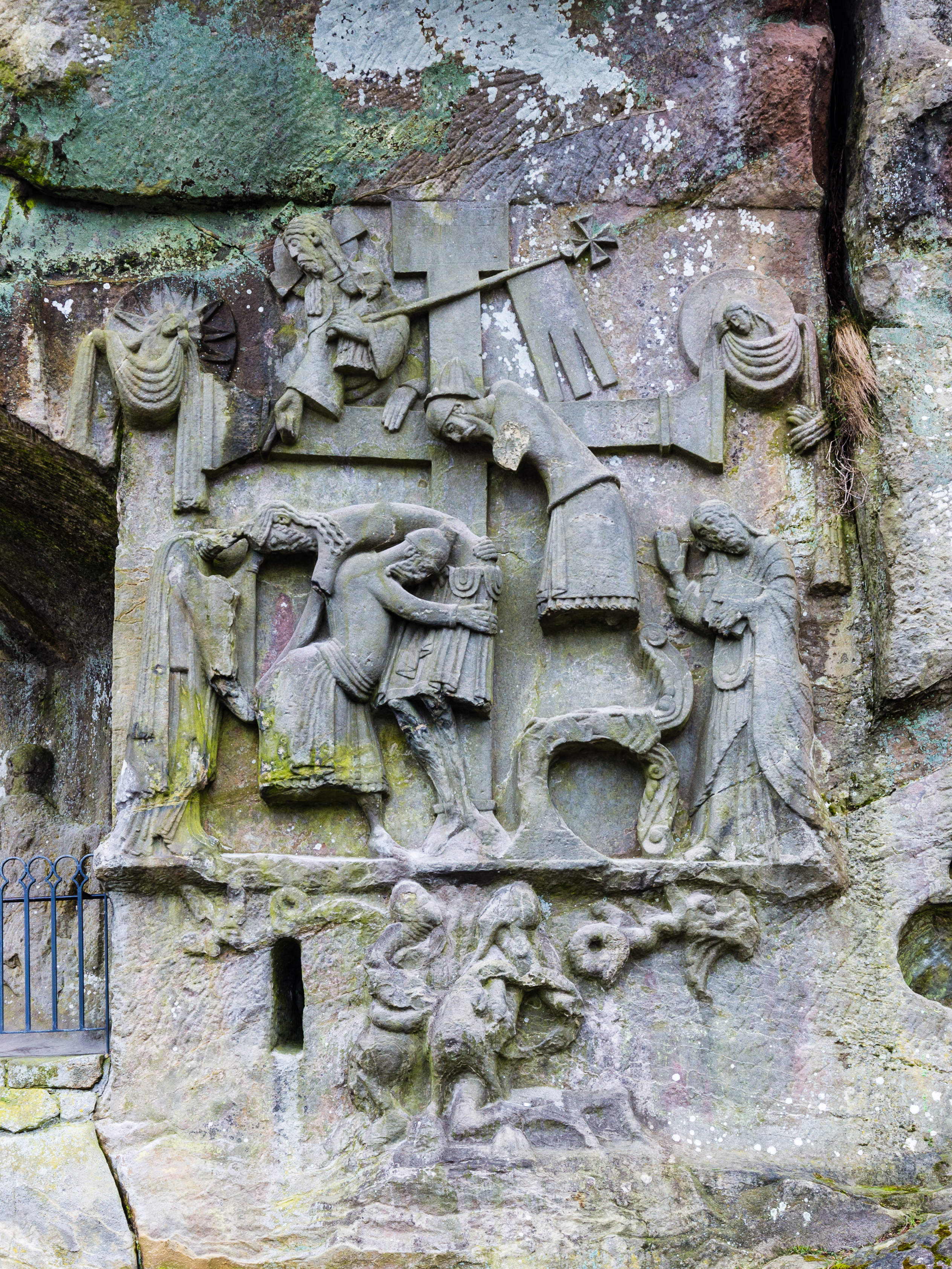
O relevo de Externsteine da Descida da Cruz. Foi sugerido que a árvore curvada debaixo da cruz representa o Irminsul, humilhado pelo triunfo de Cristianismo.

Qualquer que seja a sua origem, em 1093 a terra que posssui as pedras foi comprada pelo mosteiro de Paderborn. Vestígios de actividade humana, incluindo esculturas de pedra de imagens cristãs, datam deste período.
Os últimos habitantes Pagãos da região eram Saxões até à derrota destes e conversão ao Cristianismo por Carlos Magno. Carlos Magno é mencionado como responsável pela destruição do Irminsul saxónico em 772; e Wilhelm Teudt nos anos 1920 sugeriu que o Irminsul teria sido em Externsteine. Em 1933 Teudt entrou no NSDAP e propôs transformar o Externsteine num "bosque sagrado" para a comemoração dos antepassados.
Heinrich Himmler estava aberto à ideia e em 1933 iniciou e presidiu à Fundação de Externstein. O interesse no local foi aumentado pela divisão Nazi Ahnenerbe dentro da SS, que estudou as pedras pelo seu valor para folclore e história germânicos.
Alguns neo-pagãos continuam a acreditar que o Irminsul se encontrava situado em Externsteine e identificam uma árvore curvada, descrita em baixo da cruz numa escultura cristã de 12º século, com isto. O local também foi de interesse a vários movimentos nacionalistas alemães ao longo dos anos e continua a ser um ponto frequentemente visitado a nível de Turismo.